# Metro plegable

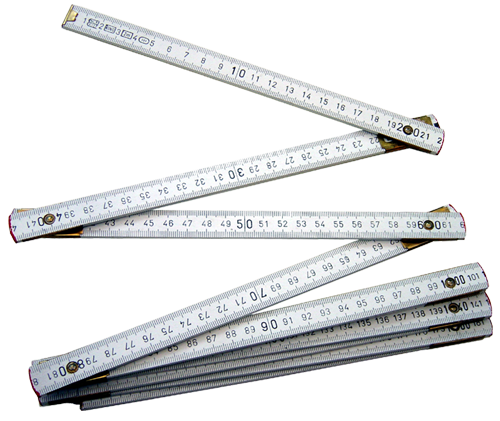
Doble-metro plegable de madera pintada

El metro plegable, metro de carpintero o metro de albañil es un instrumento de medida de precisión media, que se utiliza en la construcción, carpintería y bricolaje. Entra en el grupo de medir y marcar. Puede ser de madera, color amarillo y consta de 5 pares  cada 20 cm con numeración a ambos lados de él.
Hay de diversos materiales, el más típico es el de madera o incluso de metal (plancha de aluminio o de acero), aunque hoy en día se hacen de plástico (nailon) o fibra de vidrio. Suele ser de un metro o dos metros de largo con segmentos plegables de 20cm. Tiene la ventaja de su rigidez y de que no se debe desenrollar.
El doble metro plegable de albañilería es generalmente de madera, amarillo, compuesto por diez segmentos de veinte centímetros unidos por remaches con un resorte para ajustar los distintos segmentos en la posición cerrada, abierta, o en ángulos según sus usos intermedios.